# Tractor Sazi Täbris
Der Tractor SC (persisch تراکتور) ist ein iranischer Fußballverein aus Täbris.
Der Verein wurde 1970 gegründet. Das Heimatstadion ist das Yadegar-e-Emam-Stadion. Tractor gilt als die Mannschaft der Region Aserbaidschan, entsprechend ist die überwiegende Mehrheit der Fans Aserbaidschaner.

## Geschichte
In der Saison 2010/11 wurde die Mannschaft in der Persian Gulf Pro League Tabellenfünfter und verpflichtete mit Amir Ghalenoei für die folgende Saison den Meistertrainer der beiden vorherigen Spielzeiten.
Nachdem Amir Ghalenoei den Verein verlassen hatte, verpflichtete Tractor António José Conceição Oliveira.
In der Saison 2012/13 spielte Tractor Sazi das erste Mal im Asian Cup (AFC) mit. Das erste Spiel war ein Heimspiel gegen al-Jazira Club, das 3:1 endete.
António José Conceição Oliveira wurde am 2. Mai 2013 entlassen. Während der Saison 2013/14 wurde er wieder Trainer und konnte mit seiner Mannschaft den iranischen Pokal gewinnen und sich somit automatisch für die Asiatische Champions League (AFC) 2014/15 qualifizieren. Das erste Spiel in der AFC gewann die Mannschaft mit 1:0 gegen al-Ittihad.
In der Saison 2014/15 verpasste Tractor Sazi nur knapp den Gewinn der Meisterschaft in der Persian Gulf Pro League und belegte am Ende den zweiten Platz. Der letzte Spieltag am 15. Mai 2015 wurde zu einem historischen Skandal in der iranischen Liga, denn die Mannschaft von Tractor Sazi fühlte sich im Laufe des Spiels gegen Naft beim Stand von 3:3 als sicherer Meister und spielte nach den Anweisungen des Trainers für die sichere Haltung des Ergebnisses. Grund dafür war eine offizielle Durchsage über die Stadionlautsprecher gegen Ende des Spiels, wonach der Konkurrent aus Isfahan sein Spiel bereits mit einem Unentschieden beendet hätte. Tatsächlich jedoch war das Spiel von Sepahan Isfahan mit 2:0 ausgegangen und Tractor hätte einen Sieg für den Meistertitel benötigt. Von dieser Tatsache erfuhren die feiernden Fans und Mannschaft erst drei Minuten nach dem Abpfiff. Die Freude verwandelte sich schnell in Wut und Unverständnis. Es kam zu Randalen und Protesten.
Am 3. September 2020 konnte sich Tractor mit einem 3:2 gegen Esteghlal durchsetzen und gewann zum 2. mal in der Vereinsgeschichte den Hazfi Cup.

## Erfolge
- Iranischer Meister: 2024/25
- Iranischer Vizemeister: 2011/12, 2012/13, 2014/15
- Iranischer Pokalsieger: 2013/14, 2019/20

## Spieler
- Karim Bagheri (1992–1994) Jugend,
- Sirous Dinmohammadi (1992–1997)
- Rasoul Khatibi (1996–1997, 2010)
- Ivan Trabalík (2005–2007)
- Flávio Paixão (2011–2013)
- Ali Karimi (2013–2014)

## Trainer
- Vasile Godja (1990–1997, 2003)
- Ernst Middendorp (2004–2005)
- Amir Ghalenoei (2011–2012)
- Rasoul Khatibi (2014–2015)
- António José Conceição Oliveira (2012–2013, 2014, 2015)
- John Toshack (2018)
- Mohammad Taghavi (2018–2018)
- Mustafa Denizli (2019–2019)
- Saket Elhami (2019–2020)
- Alireza Mansourian (2020)
- Rasoul Khatibi (2021)
- Firouz Karimi (2021)
- Faraz Kamalvand (2021)
- Firouz Karimi (2021)
- Zvonimir Soldo (2021–2022)
- Ertuğrul Sağlam (2022)
- Gurban Berdiýew (2022)
- Paco Jémez (2022–2024)
- Hamid Motahari (2024)
- Dragan Skočić (2024–)